# Wilberforce (Ohio)
Wilberforce es un lugar designado por el censo ubicado en el condado de Greene en el estado estadounidense de Ohio. En el Censo de 2010 tenía una población de 2271 habitantes y una densidad poblacional de 282,4 personas por km².

## Geografía
Wilberforce se encuentra ubicado en las coordenadas 39°42′51″N 83°53′5″O / 39.71417, -83.88472. Según la Oficina del Censo de los Estados Unidos, Wilberforce tiene una superficie total de 8.04 km², de la cual 7.98 km² corresponden a tierra firme y (0.77%) 0.06 km² es agua.

## Demografía
Según el censo de 2010, había 2271 personas residiendo en Wilberforce. La densidad de población era de 282,4 hab./km². De los 2271 habitantes, Wilberforce estaba compuesto por el 12.86% blancos, el 82.25% eran afroamericanos, el 0.22% eran amerindios, el 0.13% eran asiáticos, el 0% eran isleños del Pacífico, el 0.26% eran de otras razas y el 4.27% pertenecían a dos o más razas. Del total de la población el 1.81% eran hispanos o latinos de cualquier raza.